# Strictly Come Dancing
Strictly Come Dancing (comúnmente conocido como Strictly) es un programa de telerrealidad británico de baile en el cual parejas conformadas por celebridades y bailarines profesionales se enfrentan en una competencia principalmente de bailes de salón estándar y latinos. El título del programa es una continuación del antiguo programa Come Dancing. El formato se ha exportado a más de 60 países, bajo el título de Dancing with the Stars (Bailando con las estrellas), con licencia de BBC Worldwide, dando también lugar a una serie derivada con temática de danza moderna llamada Strictly Dance Fever. En 2010, el Libro Guinness de los récords nombró a Strictly como el formato de telerrealidad más exitoso del mundo. Actualmente, el programa es presentado por Tess Daly y Claudia Winkleman. Bruce Forsyth presentó la serie con Daly hasta 2014.
El programa se transmite en BBC One desde el 15 de mayo de 2004, normalmente los sábados por la noche, con un programa de resultados los domingos. Desde la segunda temporada, el programa se emite en vísperas de Navidad. Con sus altos índices de audiencia, se ha convertido en un programa significativo en la cultura popular británica. También se han producido dieciocho especiales navideños independientes y diecinueve especiales benéficos.

## Desarrollo
El productor Richard Hopkins, que había producido la primera serie británica de Big Brother, propuso sin éxito a la BBC la idea de un Come Dancing moderno bajo el título de Pro-Celebrity Dancing en 2003. Más tarde, la ejecutiva de entretenimiento Fenia Vardanis también sugirió revivir Come Dancing, por lo que Jane Lush, entonces directora de Entretenimiento de la BBC, reunió a Hopkins y Vardanis para desarrollar el programa.
Hopkins llamó entonces a Karen Smith, que acababa de producir Comic Relief Does Fame Academy para BBC One y The Games para Channel 4, para que le ayudara a dirigir el desarrollo del programa y a lanzar la serie. Smith fue la productora ejecutiva de las tres primeras temporadas y del programa hermano It Takes Two. Posteriormente, asumió el cargo de directora creativa de BBC Entertainment, al tiempo que seguía supervisando la cuarta y quinta temporada.
Más tarde, Hopkins llevó él mismo el formato a Estados Unidos cuando la BBC desechó la idea de venderlo en el extranjero, por considerarlo «demasiado británico».
El título es una amalgama de los títulos de la película australiana de 1992 Strictly Ballroom y el programa Come Dancing.

## Formato
De la primera a la undécima temporada, Sir Bruce Forsyth y Tess Daly fueron los presentadores del espectáculo. De la octava a la undécima temporada, Forsyth sólo presentó el programa principal y fue sustituido para el programa de resultados por Claudia Winkleman, momento en el que Daly asumió el papel de Forsyth como presentador principal y Winkleman asumió el papel de Daly como copresentadora. Winkleman se ha unido a Daly como copresentadora a tiempo completo desde la duodécima temporada después de la salida de Forsyth de la temporada de 2013. A través de votación telefónica, los espectadores votan por quién les gustaría que estuviera en la siguiente ronda, los resultados de la votación se combinan con la puntuación de los jueces. Por ejemplo, quedando diez concursantes, el favorito de los jueces recibiría diez puntos, el segundo favorito nueve puntos, y así sucesivamente, y de forma similar con la clasificación de los espectadores. La pareja peor clasificada recibe un punto. En caso de empate en la puntuación de los jueces por parte de dos o más concursantes, la pareja inmediatamente inferior obtiene un punto por debajo de ellos, hasta llegar a la pareja peor clasificada en la tabla de clasificación que acaba obteniendo al menos 2 puntos en lugar de uno. Los beneficios de las líneas telefónicas se donaron a Sport Relief en la primera temporada, a Children in Need a partir de la segunda temporada, hasta la octava, cuando cesaron las donaciones a organizaciones benéficas.
El programa se emite en directo en BBC One los sábados por la noche, y actualmente está presentado por Tess Daly y Claudia Winkleman (con Zoe Ball sustituyendo a Winkleman durante varias semanas en 2014). Sir Bruce Forsyth presentó los programas en directo junto a Daly de 2004 a 2013, anunciando su marcha en 2014. Durante la mayor parte de la segunda temporada, Natasha Kaplinsky sustituyó temporalmente a Daly durante su baja por maternidad; Claudia Winkleman presentó el programa de resultados y las ediciones que Forsyth se había perdido entre 2010 y 2013. El jurado estaba compuesto inicialmente por Bruno Tonioli, Arlene Phillips, Len Goodman y Craig Revel Horwood. Alesha Dixon ocupó el lugar de Phillips de la séptima temporada a la novena, tras lo cual dejó el programa para ser juez de Britain's Got Talent, lo que llevó a la bailarina retirada Darcey Bussell a sustituirla. Goodman dejó el programa tras la decimocuarta temporada y fue sustituido por Shirley Ballas. Bussell permaneció como juez hasta 2018, y fue sustituida por Motsi Mabuse en 2019. Hasta 2020, Tonioli viajaba semanalmente entre Hollywood y Londres para juzgar simultáneamente las versiones estadounidense y británica del programa; sin embargo, debido al brote de COVID-19 en 2020, ya no podía hacer malabares con ambos programas, por lo que no fue reemplazado para la temporada de ese año; pero al siguiente año, el bailarín profesional Anton Du Beke ocupó su lugar a partir de la decimonovena temporada. El jurado actual está formado por Craig Revel Horwood, Motsi Mabuse, Shirley Ballas y Anton Du Beke, lo que convierte a Horwood en el único juez que permanece en el programa desde su creación. Cada juez califica la presentación de cada pareja con un puntaje máximo de diez, lo que da un total de cuarenta. El locutor es Alan Dedicoat. Durante la cuarta temporada, los domingos a las 19:00 se emitía un programa de una hora de duración con los momentos más destacados en BBC Two, y durante las temporadas quinta y sexta, el programa de resultados se trasladó a los domingos por la noche, aunque se grababa el sábado y se emitía «en directo» el domingo.
Los cantantes del programa son Tommy Blaize, Hayley Sanderson, Lance Ellington, Andrea Grant y, anteriormente, la conocida vocalista británica Tara McDonald. El director musical es David Arch. Tommy Blaize ha formado parte del programa desde sus comienzos. David Arch se incorporó en la cuarta temporada y Hayley Sanderson en la quinta. El director musical original de las tres primeras temporadas fue Laurie Holloway. En la decimoséptima temporada, a los cantantes se unió Mitchell.
El programa se emitió desde un plató especialmente construido en el BBC Television Centre (principalmente en el estudio más grande, TC1) hasta su cierre en 2013, trasladándose el programa al George Lucas Stage 2 de Elstree Studios a partir de 2013. Sin embargo, en las dos primeras temporadas también se rodaron programas en la Tower Ballroom de Blackpool, donde se rodó la serie Come Dancing original en la década de 1970.
En la segunda temporada, se rodaron dos programas en el Tower Ballroom: el quinto programa y la gran final, que se emitió en directo el 11 de diciembre de 2004. En 2005, sin embargo, la BBC anunció que no volvería al Tower Ballroom para la tercera temporada debido a «problemas logísticos». En octubre de 2008, Craig Revel Horwood pidió que la serie volviera al Tower Ballroom: «El ambiente era eléctrico. Es enorme y tiene mucha historia. El Tower Ballroom ejerce mucha presión sobre los profesionales y las celebridades para que den lo mejor de sí mismos. Es un lugar maravilloso para actuar en directo ante 12 millones de personas. Tenemos que conseguir que la BBC vuelva a traer Strictly Come Dancing a Blackpool». Finalmente, para la séptima temporada, el programa regresó al Tower Ballroom. El episodio se emitió en directo el 7 de noviembre de 2009. Strictly Come Dancing volvió a Blackpool para las temporadas de 2010  y 2011. Después de la décima temporada, cuando Strictly Come Dancing no fue a Blackpool, anunciaron que volverían para la undécima temporada.

## Elenco

### Presentadores y jueces
Clave de color:
     Presentador
     Presentador de It Takes Two
     Juez
     Juez invitado
     Concursante
     Bailarín profesional
| Miembro del elenco  | Temporada | Temporada | Temporada | Temporada | Temporada | Temporada | Temporada | Temporada | Temporada | Temporada | Temporada | Temporada | Temporada | Temporada | Temporada | Temporada | Temporada | Temporada | Temporada | Temporada | Temporada | Temporada |
| Miembro del elenco  | 1 2004    | 2 2004    | 3 2005    | 4 2006    | 5 2007    | 6 2008    | 7 2009    | 8 2010    | 9 2011    | 10 2012   | 11 2013   | 12 2014   | 13 2015   | 14 2016   | 15 2017   | 16 2018   | 17 2019   | 18 2020   | 19 2021   | 20 2022   | 21 2023   | 22 2024   |
| ------------------- | --------- | --------- | --------- | --------- | --------- | --------- | --------- | --------- | --------- | --------- | --------- | --------- | --------- | --------- | --------- | --------- | --------- | --------- | --------- | --------- | --------- | --------- |
| Tess Daly           | ●         | ●         | ●         | ●         | ●         | ●         | ●         | ●         | ●         | ●         | ●         | ●         | ●         | ●         | ●         | ●         | ●         | ●         | ●         | ●         | ●         | ●         |
| Bruce Forsyth       | ●         | ●         | ●         | ●         | ●         | ●         | ●         | ●         | ●         | ●         | ●         |           |           |           |           |           |           |           |           |           |           |           |
| Natasha Kaplinsky   | ●         | ●         |           |           |           |           |           |           |           |           |           |           |           |           |           |           |           |           |           |           |           |           |
| Claudia Winkleman   |           | ●         | ●         | ●         | ●         | ●         | ●         | ●         | ●         | ●         | ●         | ●         | ●         | ●         | ●         | ●         | ●         | ●         | ●         | ●         | ●         | ●         |
| Zoe Ball            |           |           | ●         |           |           |           |           |           | ●         | ●         | ●         | ●         | ●         | ●         | ●         | ●         | ●         | ●         |           |           |           |           |
| Rylan Clark         |           |           |           |           |           |           |           |           |           |           |           |           |           |           |           |           | ●         | ●         | ●         | ●         |           |           |
| Janette Manrara     |           |           |           |           |           |           |           |           |           |           | ●         | ●         | ●         | ●         | ●         | ●         | ●         | ●         | ●         | ●         | ●         | ●         |
| Fleur East          |           |           |           |           |           |           |           |           |           |           |           |           |           |           |           |           |           |           |           | ●         | ●         | ●         |
| Len Goodman         | ●         | ●         | ●         | ●         | ●         | ●         | ●         | ●         | ●         | ●         | ●         | ●         | ●         | ●         |           |           |           |           |           |           |           |           |
| Arlene Phillips     | ●         | ●         | ●         | ●         | ●         | ●         |           |           |           |           |           |           |           |           |           |           |           |           |           |           |           |           |
| Craig Revel Horwood | ●         | ●         | ●         | ●         | ●         | ●         | ●         | ●         | ●         | ●         | ●         | ●         | ●         | ●         | ●         | ●         | ●         | ●         | ●         | ●         | ●         | ●         |
| Bruno Tonioli       | ●         | ●         | ●         | ●         | ●         | ●         | ●         | ●         | ●         | ●         | ●         | ●         | ●         | ●         | ●         | ●         | ●         |           |           |           |           |           |
| Alesha Dixon        |           |           |           |           | ●         |           | ●         | ●         | ●         |           |           |           |           |           |           |           |           |           |           |           |           |           |
| Darcey Bussell      |           |           |           |           |           |           | ●         |           |           | ●         | ●         | ●         | ●         | ●         | ●         | ●         |           |           |           |           |           |           |
| Shirley Ballas      |           |           |           |           |           |           |           |           |           |           |           |           |           |           | ●         | ●         | ●         | ●         | ●         | ●         | ●         | ●         |
| Motsi Mabuse        |           |           |           |           |           |           |           |           |           |           |           |           |           |           |           |           | ●         | ●         | ●         | ●         | ●         | ●         |
| Anton Du Beke       | ●         | ●         | ●         | ●         | ●         | ●         | ●         | ●         | ●         | ●         | ●         | ●         | ●         | ●         | ●         | ●         | ●         | ●         | ●         | ●         | ●         | ●         |

### Bailarines profesionales
Cada temporada, las celebriades son emparejados con parejas de baile profesionales que les instruyen en los distintos estilos de baile, diseñan sus coreografías y bailan con ellos cada semana en el concurso.
| Bailarín profesional | Temporada | Temporada | Temporada | Temporada | Temporada | Temporada | Temporada | Temporada | Temporada | Temporada | Temporada | Temporada | Temporada | Temporada | Temporada | Temporada | Temporada | Temporada | Temporada | Temporada | Temporada | Temporada |
| Bailarín profesional | 1 2004    | 2 2004    | 3 2005    | 4 2006    | 5 2007    | 6 2008    | 7 2009    | 8 2010    | 9 2011    | 10 2012   | 11 2013   | 12 2014   | 13 2015   | 14 2016   | 15 2017   | 16 2018   | 17 2019   | 18 2020   | 19 2021   | 20 2022   | 21 2023   | 22 2024   |
| -------------------- | --------- | --------- | --------- | --------- | --------- | --------- | --------- | --------- | --------- | --------- | --------- | --------- | --------- | --------- | --------- | --------- | --------- | --------- | --------- | --------- | --------- | --------- |
| Brendan Cole         | ●         | ●         | ●         | ●         | ●         | ●         | ●         | ●         | ●         | ●         | ●         | ●         | ●         | ●         | ●         |           |           |           |           |           |           |           |
| Anton Du Beke        | ●         | ●         | ●         | ●         | ●         | ●         | ●         | ●         | ●         | ●         | ●         | ●         | ●         | ●         | ●         | ●         | ●         | ●         |           |           |           |           |
| Hanna Karttunen      | ●         |           |           |           |           |           |           |           |           |           |           |           |           |           |           |           |           |           |           |           |           |           |
| Kylie Jones          | ●         |           |           |           |           |           |           |           |           |           |           |           |           |           |           |           |           |           |           |           |           |           |
| Paul Killick         | ●         | ●         |           |           |           |           |           |           |           |           |           |           |           |           |           |           |           |           |           |           |           |           |
| John Byrnes          | ●         |           |           |           |           |           |           |           |           |           |           |           |           |           |           |           |           |           |           |           |           |           |
| Camilla Dallerup     | ●         | ●         | ●         | ●         | ●         | ●         |           |           |           |           |           |           |           |           |           |           |           |           |           |           |           |           |
| Erin Boag            | ●         | ●         | ●         | ●         | ●         | ●         | ●         | ●         | ●         | ●         |           |           |           |           |           |           |           |           |           |           |           |           |
| Nicole Cutler        |           | ●         |           | ●         | ●         |           |           |           |           |           |           |           |           |           |           |           |           |           |           |           |           |           |
| Hazel Newberry       |           | ●         |           |           |           |           |           |           |           |           |           |           |           |           |           |           |           |           |           |           |           |           |
| Ian Waite            |           | ●         | ●         | ●         | ●         | ●         | ●         |           |           |           |           |           |           |           |           |           |           |           |           |           |           |           |
| Lilia Kopylova       |           | ●         | ●         | ●         | ●         | ●         | ●         |           |           |           |           |           |           |           |           |           |           |           |           |           |           |           |
| Darren Bennett       |           | ●         | ●         | ●         | ●         | ●         | ●         |           |           |           |           |           |           |           |           |           |           |           |           |           |           |           |
| Matthew Cutler       |           |           | ●         | ●         | ●         | ●         | ●         |           |           |           |           |           |           |           |           |           |           |           |           |           |           |           |
| Hanna Haarala        |           |           | ●         |           |           |           |           |           |           |           |           |           |           |           |           |           |           |           |           |           |           |           |
| Andrew Cuerden       |           |           | ●         |           |           |           |           |           |           |           |           |           |           |           |           |           |           |           |           |           |           |           |
| Karen Hardy          |           |           | ●         | ●         | ●         | ●         |           |           |           |           |           |           |           |           |           |           |           |           |           |           |           |           |
| Izabela Hannah       |           |           | ●         |           |           |           |           |           |           |           |           |           |           |           |           |           |           |           |           |           |           |           |
| Flavia Cacace        |           |           |           | ●         | ●         | ●         | ●         | ●         | ●         | ●         |           |           |           |           |           |           |           |           |           |           |           |           |
| Ola Jordan           |           |           |           | ●         | ●         | ●         | ●         | ●         | ●         | ●         | ●         | ●         | ●         |           |           |           |           |           |           |           |           |           |
| Vincent Simone       |           |           |           | ●         | ●         | ●         | ●         | ●         | ●         | ●         |           |           |           |           |           |           |           |           |           |           |           |           |
| James Jordan         |           |           |           | ●         | ●         | ●         | ●         | ●         | ●         | ●         | ●         |           |           |           |           |           |           |           |           |           |           |           |
| Hayley Holt          |           |           |           |           |           | ●         |           |           |           |           |           |           |           |           |           |           |           |           |           |           |           |           |
| Kristina Rihanoff    |           |           |           |           |           | ●         | ●         | ●         | ●         | ●         | ●         | ●         | ●         |           |           |           |           |           |           |           |           |           |
| Brian Fortuna        |           |           |           |           |           | ●         | ●         |           |           |           |           |           |           |           |           |           |           |           |           |           |           |           |
| Aliona Vilani        |           |           |           |           |           |           | ●         | ●         | ●         |           | ●         | ●         | ●         |           |           |           |           |           |           |           |           |           |
| Katya Virshilas      |           |           |           |           |           |           | ●         | ●         | ●         |           |           |           |           |           |           |           |           |           |           |           |           |           |
| Natalie Lowe         |           |           |           |           |           |           | ●         | ●         | ●         | ●         |           | ●         | ●         | ●         |           |           |           |           |           |           |           |           |
| Robin Windsor        |           |           |           |           |           |           |           | ●         | ●         | ●         | ●         |           |           |           |           |           |           |           |           |           |           |           |
| Jared Murillo        |           |           |           |           |           |           |           | ●         |           |           |           |           |           |           |           |           |           |           |           |           |           |           |
| Artem Chigvintsev    |           |           |           |           |           |           |           | ●         | ●         | ●         | ●         |           |           |           |           |           |           |           |           |           |           |           |
| Pasha Kovalev        |           |           |           |           |           |           |           |           | ●         | ●         | ●         | ●         | ●         | ●         | ●         | ●         |           |           |           |           |           |           |
| Karen Hauer          |           |           |           |           |           |           |           |           |           | ●         | ●         | ●         | ●         | ●         | ●         | ●         | ●         | ●         | ●         | ●         | ●         | ●         |
| Iveta Lukošiūtė      |           |           |           |           |           |           |           |           |           | ●         | ●         | ●         |           |           |           |           |           |           |           |           |           |           |
| Kevin Clifton        |           |           |           |           |           |           |           |           |           |           | ●         | ●         | ●         | ●         | ●         | ●         | ●         |           |           |           |           |           |
| Janette Manrara      |           |           |           |           |           |           |           |           |           |           | ●         | ●         | ●         | ●         | ●         | ●         | ●         | ●         |           |           |           |           |
| Anya Garnis          |           |           |           |           |           |           |           |           |           |           | ●         |           |           |           |           |           |           |           |           |           |           |           |
| Aljaž Škorjanec      |           |           |           |           |           |           |           |           |           |           | ●         | ●         | ●         | ●         | ●         | ●         | ●         | ●         | ●         |           |           | ●         |
| Joanne Clifton       |           |           |           |           |           |           |           |           |           |           |           | ●         |           | ●         |           |           |           |           |           |           |           |           |
| Trent Whiddon        |           |           |           |           |           |           |           |           |           |           |           | ●         |           |           |           |           |           |           |           |           |           |           |
| Tristan MacManus     |           |           |           |           |           |           |           |           |           |           |           | ●         | ●         |           |           |           |           |           |           |           |           |           |
| Oti Mabuse           |           |           |           |           |           |           |           |           |           |           |           |           | ●         | ●         | ●         | ●         | ●         | ●         | ●         |           |           |           |
| Gleb Sávchenko       |           |           |           |           |           |           |           |           |           |           |           |           | ●         |           |           |           |           |           |           |           |           |           |
| Giovanni Pernice     |           |           |           |           |           |           |           |           |           |           |           |           | ●         | ●         | ●         | ●         | ●         | ●         | ●         | ●         | ●         |           |
| Oksana Platero       |           |           |           |           |           |           |           |           |           |           |           |           |           | ●         |           |           |           |           |           |           |           |           |
| Gorka Márquez        |           |           |           |           |           |           |           |           |           |           |           |           |           | ●         | ●         | ●         |           | ●         | ●         | ●         | ●         | ●         |
| Katya Jones          |           |           |           |           |           |           |           |           |           |           |           |           |           | ●         | ●         | ●         | ●         | ●         | ●         | ●         | ●         | ●         |
| AJ Pritchard         |           |           |           |           |           |           |           |           |           |           |           |           |           | ●         | ●         | ●         | ●         |           |           |           |           |           |
| Amy Dowden           |           |           |           |           |           |           |           |           |           |           |           |           |           |           | ●         | ●         | ●         | ●         | ●         | ●         |           | ●         |
| Nadiya Bychkova      |           |           |           |           |           |           |           |           |           |           |           |           |           |           | ●         | ●         | ●         |           | ●         | ●         |           | ●         |
| Dianne Buswell       |           |           |           |           |           |           |           |           |           |           |           |           |           |           | ●         | ●         | ●         | ●         | ●         | ●         | ●         | ●         |
| Graziano Di Prima    |           |           |           |           |           |           |           |           |           |           |           |           |           |           |           | ●         |           |           | ●         | ●         | ●         |           |
| Neil Jones           |           |           |           |           |           |           |           |           |           |           |           |           |           |           |           |           | ●         |           | ●         |           |           | ●         |
| Johannes Radebe      |           |           |           |           |           |           |           |           |           |           |           |           |           |           |           |           | ●         | ●         | ●         | ●         | ●         | ●         |
| Luba Mushtuk         |           |           |           |           |           |           |           |           |           |           |           |           |           |           |           |           | ●         | ●         |           |           | ●         | ●         |
| Nikita Kuzmin        |           |           |           |           |           |           |           |           |           |           |           |           |           |           |           |           |           |           | ●         | ●         | ●         | ●         |
| Nancy Xu             |           |           |           |           |           |           |           |           |           |           |           |           |           |           |           |           |           |           | ●         | ●         | ●         | ●         |
| Kai Widdrington      |           |           |           |           |           |           |           |           |           |           |           |           |           |           |           |           |           |           | ●         | ●         | ●         |           |
| Carlos Gu            |           |           |           |           |           |           |           |           |           |           |           |           |           |           |           |           |           |           |           | ●         | ●         |           |
| Jowita Przystał      |           |           |           |           |           |           |           |           |           |           |           |           |           |           |           |           |           |           |           | ●         | ●         | ●         |
| Vito Coppola         |           |           |           |           |           |           |           |           |           |           |           |           |           |           |           |           |           |           |           | ●         | ●         | ●         |
| Lauren Oakley        |           |           |           |           |           |           |           |           |           |           |           |           |           |           |           |           |           |           |           |           | ●         | ●         |
| Michelle Tsiakkas    |           |           |           |           |           |           |           |           |           |           |           |           |           |           |           |           |           |           |           |           |           | ●         |

Muchos de los bailarines del programa han formado parejas tanto profesionales como personales. Darren Bennett y Lilia Kopylova están casados, al igual que James y Ola Jordan. Aljaž Škorjanec y Janette Manrara, que se comprometieron tras unirse al programa en 2013, se casaron en 2017. Matthew y Nicole Cutler están divorciados, pero siguen siendo pareja profesional; Karen Hauer y Kevin Clifton se comprometieron cuando Clifton entró en el programa en 2013 y se casaron antes de la serie de 2015, antes de divorciarse en 2018, mientras que Neil y Katya Jones entraron en el programa como pareja casada antes de separarse en 2019. Anton Du Beke y Erin Boag han bailado como pareja profesional desde 1997, mientras que Vincent Simone y Flavia Cacace son ex campeones mundiales de tango argentino como dúo y han realizado múltiples giras juntos. Brendan Cole y Camilla Dallerup bailaron juntos durante muchos años, incluida una temporada en la serie original de Come Dancing; tras su separación en 2004, Cole y Katya Virshilas formaron una pareja profesional antes de separarse en noviembre de 2009. Otras parejas profesionales actuales y anteriores que aparecen en el programa son Dallerup e Ian Waite, Paul Killick y Hanna Karttunen, Andrew Cuerden y Hanna Haarala, Brian Fortuna y Kristina Rihanoff, Rihanoff y Robin Windsor, Pasha Kovalev y Anya Garnis, los hermanos Kevin y Joanne Clifton, AJ Pritchard y Chloe Hewitt, y Gorka Márquez y Karen Hauer.

## Presentación

### Bailes
En promedio, los bailes duran aproximadamente 90 segundos. El acompañamiento musical está a cargo de la banda del programa.

### Programa de resultados
De la primera a la cuarta temporada, el programa de resultados se emitía en directo el sábado por la noche una hora después de las presentaciones. A partir de la quinta temporada, el programa de resultados se graba el sábado por la noche directamente después del programa en directo e incorpora el resultado de las votaciones de los espectadores, que se completan antes de las 21.30 horas. Así lo confirmó la página web oficial de la BBC en 2008:

El programa del domingo se graba el sábado por la noche, pero ningún elemento que incluya los resultados de la votación comenzará a grabarse hasta después de que se cierren las líneas y se cuenten y verifiquen los votos.

A lo largo del programa de resultados del domingo, los presentadores se refieren a la «noche del sábado» en referencia al programa principal debido al horario del programa del domingo, y los trajes de Tess Daly, Claudia Winkleman y los jueces se cambian para presentar una ilusión de una segunda emisión en directo.
En la séptima temporada, el programa de resultados de los domingos se eliminó y se trasladó a los sábados por la noche como resultado de una renovación del programa. A partir de la octava temporada, volvió a emitirse los domingos.

### Duelo de baile
En la quinta temporada se introdujo un nuevo sistema llamado «duelo de baile», que tiene lugar en el programa de resultados. Continuó hasta la séptima temporada, pero no volvió en la octava. Se reinstauró en la décima temporada y se ha mantenido desde entonces.
El duelo de baile está formado por las dos parejas que hayan obtenido las puntuaciones más bajas de la semana, combinadas con las puntuaciones de los jueces y los votos del público. El objetivo es que las parejas convenzan a los jueces de que merecen pasar a la competición de la semana siguiente. Antes de intentar bailar por segunda vez, las parejas a veces reciben consejos de los jueces. A continuación, los jueces deciden qué pareja permanece en la competición basándose en las actuaciones del concurso. Si tres de los jueces están de acuerdo en que una de las parejas debe salvarse, esa pareja pasa a la competición de la semana siguiente y el voto del juez principal no se tiene en cuenta. Si una pareja tiene dos votos y la otra uno, el voto decisivo lo emite el juez principal, originalmente Len Goodman y actualmente Shirley Ballas. Después, la pareja eliminada realiza un último baile, a veces conocido como «vals de salida del salón». El lunes siguiente a su eliminación, aparecen en It Takes Two para hablar de su paso por el programa.
En dos ocasiones se canceló el duelo de baile; la primera, en la decimocuarta temporada, en la que una de las celebridades concursantes, Anastacia, sufrió una lesión y no pudo competir en el duelo. Según las reglas del programa, la pareja con la puntuación combinada más baja quedaba eliminada. La segunda ocasión en la que se canceló el duelo fue en la vigésima temporada, de nuevo debido a una lesión sufrida por Tony Adams. Tess Daly anunció en el programa de resultados que Adams había decidido retirarse del concurso al no poder competir en el duelo.

### It Takes Two
Durante la emisión de Strictly Come Dancing, el programa derivado Strictly Come Dancing: It Takes Two se emite cada noche de la semana en BBC Two. La serie fue presentada anteriormente por Claudia Winkleman pero, debido a su embarazo en 2011, tuvo que dejar la serie y fue sustituida por Zoe Ball, que presentó el programa de la novena a la decimoctava temporada. Rylan Clark-Neal se unió como copresentador en la decimoséptima temporada. En mayo de 2021, se anunció que Ball dejaría el programa después de 10 años, y el 10 de junio de 2021, se confirmó que su sustituta sería la exprofesional Janette Manrara.
El programa incluye reseñas de las actuaciones del sábado anterior, entrevistas y vídeos de entrenamiento de las parejas que se preparan para el próximo programa. Los jueces y otras celebridades también dan su opinión sobre la evolución de las parejas. It Takes Two sustituyó a Strictly Come Dancing on Three, presentado por Justin Lee Collins, que se emitió en BBC Three durante la primera temporada. Antes de 2010, BBC Two Scotland emitía el programa sólo cuatro noches, pero los jueves emitía su propia programación en gaélico.

## Temporadas
| Temporada | Temporada | Parejas | Episodios | Episodios | Emisión original         | Emisión original        | Primer puesto                        | Segundo puesto                                                                                   | Tercer puesto                     |
| Temporada | Temporada | Parejas | Episodios | Episodios | Primera emisión          | Última emisión          | Primer puesto                        | Segundo puesto                                                                                   | Tercer puesto                     |
| --------- | --------- | ------- | --------- | --------- | ------------------------ | ----------------------- | ------------------------------------ | ------------------------------------------------------------------------------------------------ | --------------------------------- |
|           | 1         | 8       | 9         | 9         | 15 de mayo de 2004       | 3 de julio de 2004      | Natasha Kaplinsky & Brendan Cole     | Christopher Parker & Hanna Karttunen                                                             | Lesley Garrett & Anton Du Beke    |
|           | 2         | 10      | 16        | 16        | 23 de octubre de 2004    | 11 de diciembre de 2004 | Jill Halfpenny & Darren Bennett      | Denise Lewis & Ian Waite                                                                         | Julian Clary & Erin Boag          |
|           | 3         | 12      | 20        | 20        | 15 de octubre de 2005    | 17 de diciembre de 2005 | Darren Gough & Lilia Kopylova        | Colin Jackson & Erin Boag                                                                        | Zoe Ball & Ian Waite              |
|           | 4         | 14      | 24        | 24        | 7 de octubre de 2006     | 23 de diciembre de 2006 | Mark Ramprakash & Karen Hardy        | Matt Dawson & Lilia Kopylova                                                                     | Emma Bunton & Darren Bennett      |
|           | 5         | 14      | 24        | 24        | 6 de octubre de 2007     | 22 de diciembre de 2007 | Alesha Dixon & Matthew Cutler        | Matt Di Angelo & Flavia Cacace                                                                   | Gethin Jones & Camilla Dallerup   |
|           | 6         | 16      | 28        | 28        | 20 de septiembre de 2008 | 20 de diciembre de 2008 | Tom Chambers & Camilla Dallerup      | Rachel Stevens & Vincent Simone                                                                  | Lisa Snowdon & Brendan Cole       |
|           | 7         | 16      | 19        | 19        | 18 de septiembre de 2009 | 19 de diciembre de 2009 | Chris Hollins & Ola Jordan           | Ricky Whittle & Natalie Lowe                                                                     | Ali Bastian & Brian Fortuna       |
|           | 8         | 14      | 26        | 26        | 1 de octubre de 2010     | 18 de diciembre de 2010 | Kara Tointon & Artem Chigvintsev     | Matt Baker & Aliona Vilani                                                                       | Pamela Stephenson & James Jordan  |
|           | 9         | 14      | 25        | 25        | 30 de septiembre de 2011 | 17 de diciembre de 2011 | Harry Judd & Aliona Vilani           | Chelsee Healey & Pasha Kovalev                                                                   | Jason Donovan & Kristina Rihanoff |
|           | 10        | 14      | 25        | 25        | 5 de octubre de 2012     | 22 de diciembre de 2012 | Louis Smith & Flavia Cacace          | Denise van Outen & James Jordan Kimberley Walsh & Pasha Kovalev                                  | —                                 |
|           | 11        | 15      | 27        | 27        | 27 de septiembre de 2013 | 21 de diciembre de 2013 | Abbey Clancy & Aljaž Škorjanec       | Natalie Gumede & Artem Chigvintsev Susanna Reid & Kevin Clifton                                  | —                                 |
|           | 12        | 15      | 27        | 27        | 26 de septiembre de 2014 | 20 de diciembre de 2014 | Caroline Flack & Pasha Kovalev       | Frankie Bridge & Kevin Clifton Simon Webbe & Kristina Rihanoff                                   | —                                 |
|           | 13        | 15      | 27        | 27        | 25 de septiembre de 2015 | 19 de diciembre de 2015 | Jay McGuiness & Aliona Vilani        | Kellie Bright & Kevin Clifton Georgia May Foote & Giovanni Pernice                               | —                                 |
|           | 14        | 15      | 26        | 26        | 23 de septiembre de 2016 | 17 de diciembre de 2016 | Ore Oduba & Joanne Clifton           | Danny Mac & Oti Mabuse Louise Redknapp & Kevin Clifton                                           | —                                 |
|           | 15        | 15      | 25        | 25        | 23 de septiembre de 2017 | 16 de diciembre de 2017 | Joe McFadden & Katya Jones           | Gemma Atkinson & Aljaž Škorjanec Alexandra Burke & Gorka Márquez Debbie McGee & Giovanni Pernice | —                                 |
|           | 16        | 15      | 25        | 25        | 22 de septiembre de 2018 | 15 de diciembre de 2018 | Stacey Dooley & Kevin Clifton        | Ashley Roberts & Pasha Kovalev Joe Sugg & Dianne Buswell Faye Tozer & Giovanni Pernice           | —                                 |
|           | 17        | 15      | 25        | 25        | 21 de septiembre de 2019 | 14 de diciembre de 2019 | Kelvin Fletcher & Oti Mabuse         | Emma Barton & Anton Du Beke Karim Zeroual & Amy Dowden                                           | —                                 |
|           | 18        | 12      | 17        | 17        | 24 de octubre de 2020    | 19 de diciembre de 2020 | Bill Bailey & Oti Mabuse             | HRVY & Janette Manrara Jamie Laing & Karen Hauer Maisie Smith & Gorka Márquez                    | —                                 |
|           | 19        | 15      | 25        | 25        | 25 de septiembre de 2021 | 18 de diciembre de 2021 | Rose Ayling-Ellis & Giovanni Pernice | John Whaite & Johannes Radebe                                                                    | AJ Odudu & Kai Widdrington        |
|           | 20        | 15      | 25        | 25        | 24 de septiembre de 2022 | 17 de diciembre de 2022 | Hamza Yassin & Jowita Przystał       | Fleur East & Vito Coppola Molly Rainford & Carlos Gu Helen Skelton & Gorka Márquez               | —                                 |
|           | 21        | 15      | 25        | 25        | 23 de septiembre de 2023 | 16 de diciembre de 2023 | Ellie Leach & Vito Coppola           | Bobby Brazier & Dianne Buswell Layton Williams & Nikita Kuzmin                                   | —                                 |
|           | 22        | 15      | 25        | 25        | 21 de septiembre de 2024 | 14 de diciembre de 2024 | Chris McCausland & Dianne Buswell    | Tasha Ghouri & Aljaž Škorjanec JB Gill & Lauren Oakley Sarah Hadland & Vito Coppola              | —                                 |
|           | 23        | —       | —         | —         | Septiembre de 2025       | —                       | —                                    | —                                                                                                | —                                 |

### Temporada 1 (2004)
En mayo de 2004, Strictly Come Dancing comenzó su primera temporada. Esta fue la única temporada que se emitió en primavera; todas las temporadas posteriores se emitieron en otoño.

### Temporada 2 (2004)
La segunda serie comenzó en octubre de 2004. Se creó un nuevo programa derivado, Strictly Come Dancing: It Takes Two, presentado por Claudia Winkleman, que ha continuado emitiéndose junto a cada temporada posterior en BBC Two.

### Temporada 3 (2005)
La tercera temporada comenzó en octubre de 2005.

### Temporada 4 (2006)
La cuarta temporada comenzó en octubre de 2006.

### Temporada 5 (2007)
La quinta temporada comenzó en septiembre de 2007. El primer programa fue un avance de la nueva temporada antes de que comenzara la competición. A diferencia del formato anterior, el programa de resultados se grababa el sábado y se emitía el domingo, en lugar de emitirse en directo el sábado. Además, las dos parejas que quedaban en la parte inferior de la tabla tras la votación del público se sometían a un duelo de baile, en el que volvían a interpretar su rutina para los jueces, que decidían qué pareja abandonaba el concurso.

### Temporada 6 (2008)
La sexta temporada se confirmó después de que se suspendiera el conflicto salarial entre los bailarines en junio de 2008.  La temporada comenzó en septiembre con un reportaje entre bastidores, mientras que el primer programa en directo se emitió el 20 de septiembre.

### Temporada 7 (2009)
La séptima temporada comenzó en septiembre de 2009. Alesha Dixon se unió al jurado en sustitución de Arlene Phillips, quien se trasladó a The One Show.

### Temporada 8 (2010)
La octava temporada comenzó en septiembre de 2010.

### Temporada 9 (2011)
La novena temporada comenzó en septiembre de 2011. Por primera vez en la historia del programa los emparejamientos fueron revelados en el programa de lanzamiento. Esta fue la última temporada que contó con Alesha Dixon como juez; ella dejó el programa para convertirse en juez en Britain's Got Talent.
Zoe Ball sustituyó a Claudia Winkleman como presentadora de Strictly Come Dancing: It Takes Two debido a que Winkleman acababa de dar a luz.

### Temporada 10 (2012)
La décima temporada comenzó en septiembre de 2012. Darcey Bussell se unió al jurado en sustitución de Alesha Dixon.

### Temporada 11 (2013)
La undécima temporada comenzó en septiembre de 2013.

### Temporada 12 (2014)
La duodécima temporada comenzó el 7 de septiembre de 2014 con un programa de lanzamiento, seguido de los programas en vivo los días 26 y 27 de septiembre. Esta temporada fue la primera que no fue presentada por Sir Bruce Forsyth después de anunciar su salida de los programas en vivo el 4 de abril. Sin embargo, Forsyth continuaría presentando las ediciones especiales del programa, como Children in Need y los especiales de Navidad. Se anunció el 9 de mayo que Claudia Winkleman se uniría al programa principal como copresentadora y que sus funciones reflejarían el formato de programa de resultados existente, con Tess Daly asumiendo el papel de Forsyth como presentadora principal y Winkleman asumiendo el papel de Daly como copresentadora.
El 1 de junio de 2014 se anunció que los bailarines profesionales Artem Chigvintsev, James Jordan y Anya Garnis no volverían, aunque Garnis permanecería en el equipo coreográfico del programa. También se anunció que Tristan MacManus y Joanne Clifton se unirían al elenco profesional. En agosto se anunció que Robin Windsor había abandonado el concurso debido a una lesión de espalda. Windsor fue sustituido por el nuevo profesional Trent Whiddon. En la tercera semana, el animador Donny Osmond se unió a los cuatro jueces regulares, haciendo que la puntuación máxima de esa semana sea de 50 puntos. Debido a la ausencia de Winkleman en las semanas 6, 7 y 8, la presentadora de It Takes Two, Zoe Ball, copresentó el concurso con Daly.

### Temporada 13 (2015)
La decimotercera temporada comenzó un programa de lanzamiento el 5 de septiembre de 2015, seguido de los programas en directo a partir del 25 y 26 de septiembre. El 23 de abril de 2015 se dio a conocer la lista de profesionales que participarían, los que no regresaron fueron a Trent Whiddon, Iveta Lukošiūtė y Joanne Clifton. Clifton seguiría participando en los bailes de grupo y aparecería en Strictly Come Dancing: It Takes Two como experta en baile. Robin Windsor, ausente en la temporada anterior debido a una lesión, tampoco regresó. Se presentaron tres nuevos bailarines profesionales: el bailarín ruso Gleb Savchenko, la bailarina sudafricana Oti Mabuse y el bailarín italiano Giovanni Pernice.
El 3 de octubre de 2015, los jueces interpretaron The Strictly, un baile característico compuesto por algunos movimientos icónicos de la historia del programa para que los fans lo hicieran en casa al escuchar la sintonía; posteriormente, se puso a disposición de los espectadores un tutorial del baile en la página web del programa y en iPlayer presentado por Natalie Lowe y Tristan MacManus.
Esta temporada fue la última en la que participaron Tristan MacManus, Kristina Rihanoff, Ola Jordan, Gleb Sávchenko y Aliona Vilani como bailarines profesionales. Jordan anunció más tarde que había abandonado el programa, alegando que los resultados estaban «amañados». Vilani anunció tres días después de ganar que dejaba el programa; sin embargo, participó en la gira en directo de 2016. Savchenko anunció que dejaba el programa el 28 de junio de 2016.

### Temporada 14 (2016)
La decimocuarta temporada comenzó un programa de lanzamiento el 3 de septiembre de 2016, siendo esta la última temporada con Len Goodman como juez principal. El 28 de junio de 2016, se dio a conocer la lista de profesionales, no regresando al programa Aliona Vilani, Ola Jordan, Kristina Rihanoff, Gleb Savchenko y Tristan MacManus. Joanne Clifton regresó después de no participar en una temporada. Los profesionales que dejaron el programa fueron reemplazados por Katya Jones, Gorka Márquez y Oksana Platero. El 26 de julio de 2016 se anunciaron otros tres nuevos bailarines profesionales:: AJ Pritchard, Chloe Hewitt y Neil Jones, esposo de la nueva bailarina Katya.

### Temporada 15 (2017)
El 4 de mayo de 2017, Natalie Lowe anunció que estaría dejando del programa. Cinco días después, el 9 de mayo, Shirley Ballas anunció que sustituiría a Len Goodman como juez principal. El 21 de junio de 2017, Joanne Clifton y Oksana Platero, anunciaron que se irían. Las nuevas bailarinas profesionales que las reemplazaron fueron Dianne Buswell, Amy Dowden y Nadiya Bychkova. El 7 de agosto, Nick Grimshaw anunció que Mollie King era la primera celebridad participante de la temporada. Esta fue la primera temporada en ser transmitida desde la muerte de Sir Bruce Forsyth en agosto de ese año.

### Temporada 16 (2018)
El 30 de enero de 2018, se anunció que Brendan Cole ya no participaría en el programa. El 30 de mayo de 2018, se anunció la alineación completa de bailarines profesionales. Chloe Hewitt dejó el programa y se anunció la incorporación de tres nuevos bailarines profesionales: Graziano Di Prima, Johannes Radebe y Luba Mushtuk. Esto significaba que había un total de 18 bailarines profesionales, el mayor número en la historia del programa.

### Temporada 17 (2019)
El 13 de febrero de 2019, el bailarín profesional Pasha Kovalev anunció que dejaba el programa tras competir en él durante ocho años. El 10 de abril de 2019, se anunció que la juez Darcey Bussell dejaba el programa tras siete años. El 22 de julio de 2019, se anunció a Motsi Mabuse como sustituta de Bussell. El 30 de julio de 2019, se anunció que Nancy Xu se uniría al elenco de bailarines profesionales. El 5 de septiembre de 2019, se anunció que Jamie Laing se había retirado del espectáculo debido a una lesión en el pie. Posteriormente fue sustituido por Kelvin Fletcher. A finales de octubre, Will Bayley abandonó el concurso debido a una lesión sufrida en la pierna.

### Temporada 18 (2020)
El 6 de marzo de 2020, Kevin Clifton anunció que dejaría el programa después de siete años. El 26 de marzo, AJ Pritchard también anunció que dejaría el programa después de cuatro años. Debido a la pandemia de COVID-19, se confirmó que la serie sería ligeramente más corta de lo previsto. Antes de que comenzara el programa, los bailarines profesionales y parte del equipo se tomaron pruebas de COVID-19 para luego aislarse en su hogar. El programa los ubicó un hotel cercano a los estudios y los bailarines profesionales ensayaron y filmaron todas las rutinas grupales para la temporada. Esto permitió que el espectáculo aún incluyera los bailes grupales profesionales de cada semana. El 21 de agosto de 2020, se informó que Bruno Tonioli no estaría presente en el panel del jueces, sino que aparecería virtualmente mientras filmaba Dancing with the Stars. Fue la primera temporada desde 2012 que comenzó en octubre. También fue la primera temporada en presentar la primera pareja de mujeres y del mismo sexo, conformada por Nicola Adams y Katya Jones. El 12 de noviembre de 2020, Adams y Jones tuvieron que retirarse de la competencia después de que Jones diera positivo por COVID-19.

### Temporada 19 (2021)
El 10 de junio de 2021, se anunció que Janette Manrara dejaría el programa como bailarina profesional y reemplazaría a Zoe Ball como nueva presentadora de It Takes Two. El 24 de junio, se anunció que Anton Du Beke se había unido al jurado de esta temporada en lugar de volver como bailarín profesional, sustituyendo a Bruno Tonioli, que se perdió un segundo año debido a las continuas restricciones de viaje impuestas por la pandemia de COVID-19. Además de los catorce bailarines profesionales restantes de la temporada anterior, todos los cuales regresaron para esta, cuatro nuevos bailarines profesionales se unieron al programa: Cameron Lombard, Jowita Przystał, Kai Widdrington y Nikita Kuzmin.
Esta temporada marcó la primera vez que dos concursantes se retiraban del concurso. El 13 de octubre de 2021, Robert Webb se retiró de la competición por motivos de salud. El 17 de diciembre de 2021, AJ Odudu se vio obligada a retirarse de la final después de romperse un ligamento en su tobillo derecho. Además, esta temporada presentó a la primera concursante sorda, la actriz Rose Ayling-Ellis, y la primera pareja totalmente masculina, conformada por John Whaite y Johannes Radebe.

### Temporada 20 (2022)
La vigésima temporada comenzó en septiembre de 2022.

### Temporada 21 (2023)
La vigesimoprimera temporada comenzó en septiembre de 2023.
En abril de 2023, Rylan Clark anunció que dejaba de ser copresentador de It Takes Two. Fleur East, que fue una de las finalistas de la vigésima temporada, fue anunciada más tarde como su sustituta.

### Temporada 22 (2024)
La vigesimosegunda temporada comenzó en septiembre de 2024.

### Especiales
Desde la creación de Stricly Come Dancing en 2004, la BBC ha emitido cada año varias ediciones especiales del programa. Entre ellas, especiales de temporada, especiales benéficos y variaciones del formato del programa.

## Strictly Come Dancing Live!
Strictly Come Dancing Live! es una gira de arena a nivel nacional organizada cada año desde 2008.

## Récords y estadísticas

### Celebridades de mayor promedio
Las listas presentadas a continuación representan a las parejas con los mayores promedios obtenidos en la historia del programa.
| Rango por promedio | Temporada | Puesto     | Celebridad      | Profesional       | Promedio |
| ------------------ | --------- | ---------- | --------------- | ----------------- | -------- |
| 1                  | 22        | 2.º puesto | Tasha Ghouri    | Aljaž Škorjanec   | 37.25    |
| 2                  | 16        | 2.º puesto | Ashley Roberts  | Pasha Kovalev     | 36.94    |
| 3                  | 11        | 2.º puesto | Natalie Gumede  | Artem Chigvintsev | 36.87    |
| 4                  | 5         | 1.º puesto | Alesha Dixon    | Matthew Cutler    | 36.50    |
| 4                  | 16        | 2.º puesto | Faye Tozer      | Giovanni Pernice  | 36.50    |
| 6                  | 15        | 2.º puesto | Alexandra Burke | Gorka Márquez     | 36.44    |
| 6                  | 16        | 2.º puesto | Maisie Smith    | Gorka Márquez     | 36.44    |
| 8                  | 14        | 2.º puesto | Louise Redknapp | Kevin Clifton     | 35.88    |
| 9                  | 6         | 2.º puesto | Rachel Stevens  | Vincent Simone    | 35.81    |
| 9                  | 21        | 1.º puesto | Ellie Leach     | Vito Coppola      | 35.81    |

| Rango por promedio | Temporada | Puesto     | Celebridad      | Profesional     | Promedio |
| ------------------ | --------- | ---------- | --------------- | --------------- | -------- |
| 1                  | 21        | 2.º puesto | Layton Williams | Nikita Kuzmin   | 36.75    |
| 2                  | 14        | 2.º puesto | Danny Mac       | Oti Mabuse      | 36.63    |
| 3                  | 17        | 1.º puesto | Kelvin Fletcher | Oti Mabuse      | 36.44    |
| 4                  | 18        | 2.º puesto | HRVY            | Janette Manrara | 35.89    |
| 5                  | 7         | 2.º puesto | Ricky Whittle   | Natalie Lowe    | 35.84    |
| 6                  | 19        | 2.º puesto | John Whaite     | Johannes Radebe | 35.81    |
| 7                  | 14        | 1.º puesto | Ore Oduba       | Joanne Clifton  | 35.69    |
| 7                  | 17        | 2.º puesto | Karim Zeroual   | Amy Dowden      | 35.69    |
| 9                  | 9         | 1.º puesto | Harry Judd      | Aliona Vilani   | 35.63    |
| 10                 | 22        | 2.º puesto | JB Gill         | Lauren Oakley   | 35.56    |

### Celebridades de menor promedio
Las listas presentadas a continuación representan a las parejas con los menores promedios obtenidos en la historia del programa.
| Rango por promedio | Temporada | Puesto      | Celebridad           | Profesional    | Promedio |
| ------------------ | --------- | ----------- | -------------------- | -------------- | -------- |
| 1                  | 16        | 15.º puesto | Susannah Constantine | Anton Du Beke  | 12.00    |
| 2                  | 17        | 14.º puesto | Anneka Rice          | Kevin Clifton  | 14.67    |
| 3                  | 3         | 12.º puesto | Siobhan Hayes        | Matthew Cutler | 15.00    |
| 3                  | 3         | 9.º puesto  | Fiona Phillips       | Brendan Cole   | 15.00    |
| 3                  | 22        | 14.º puesto | Toyah Willcox        | Neil Jones     | 15.00    |
| 6                  | 9         | 11.º puesto | Nancy Dell'Olio      | Anton Du Beke  | 15.60    |
| 7                  | 8         | 6.º puesto  | Ann Widdecombe       | Anton Du Beke  | 16.20    |
| 8                  | 18        | 12.º puesto | Jacqui Smith         | Anton Du Beke  | 16.67    |
| 9                  | 15        | 13.º puesto | Charlotte Hawkins    | Brendan Cole   | 17.50    |
| 9                  | 16        | 13.º puesto | Katie Piper          | Gorka Márquez  | 17.50    |

| Rango por promedio | Temporada | Puesto      | Celebridad         | Profesional     | Promedio |
| ------------------ | --------- | ----------- | ------------------ | --------------- | -------- |
| 1                  | 2         | 10.º puesto | Quentin Wilson     | Hazel Newberry  | 8.00     |
| 2                  | 17        | 15.º puesto | James Cracknell    | Luba Mushtuk    | 12.00    |
| 3                  | 2         | 7.º puesto  | Diarmuid Gavin     | Nicole Cutler   | 13.75    |
| 4                  | 4         | 14.º puesto | Nicholas Owen      | Nicole Cutler   | 14.00    |
| 5                  | 11        | 15.º puesto | Tony Jacklin       | Aliona Vilani   | 14.50    |
| 6                  | 13        | 15.º puesto | Iwan Thomas        | Ola Jordan      | 15.00    |
| 7                  | 21        | 15.º puesto | Les Dennis         | Nancy Xu        | 15.50    |
| 8                  | 15        | 14.º puesto | Rev. Richard Coles | Dianne Buswell  | 16.00    |
| 9                  | 4         | 12.º puesto | Jimmy Tarbuck      | Flavia Cacace   | 17.00    |
| 10                 | 17        | 12.º puesto | David James        | Nadiya Bychkova | 17.40    |

### Puntuaciones por cada baile
La lista presentada a continuación representa a las mejores y peores presentaciones por cada estilo baile en las temporadas principales del programa, esto según las puntuaciones de los jueces.
Para una comparación más precisa, las puntuaciones dadas por Darcey Bussell como juez invitada durante la séptima temporada se han restado de los bailes cuando ha sido relevante; en concreto, en el american smooth de Ali Bastian, el charlestón de Chris Hollins y el quickstep de Ricky Whittle, en los cuales Bussell puntuó con diez. El showdance de Whittle no ha sido incluido porque no recibió la puntuación perfecta de Bussell y, por tanto, no puede ser considerado en el mismo estándar. La decimoctava temporada, que tuvo un máximo de 30 puntos, se ponderó a una base de 40 puntos.
Los nuevos estilos de baile realizados en la séptima temporada, específicamente el lindy hop y el rock and roll, no están incluidos por haber sido la única temporada en la que se realizaron. La rumba sigue siendo el único estilo de baile que no ha recibido la puntuación perfecta.
| Baile                                      | Pareja(s) con mayor puntuación | Mayor puntuación | Pareja(s) con menor puntuación                                                               | Menor puntuación |
| ------------------------------------------ | --- | ---------------- | -------------------------------------------------------------------------------------------- | ---------------- |
| American smooth (temporada 3–presente)     | Ali Bastian & Brian Fortuna Natalie Gumede & Artem Chigvintsev Ashley Roberts & Pasha Kovalev HRVY & Janette Manrara Ellie Leach & Vito Coppola Tasha Ghouri & Aljaž Škorjanec | 40               | Ann Widdecombe & Anton Du Beke Mike Bushell & Katya Jones                                    | 14               |
| Chachachá                                  | Lisa Snowdon & Brendan Cole Caroline Flack & Pasha Kovalev Sarah Hadland & Vito Coppola | 40               | Quentin Willson & Hazel Newberry                                                             | 8                |
| Charlestón (temporada 7–presente)          | Chris Hollins & Ola Jordan Kimberley Walsh & Pasha Kovalev Denise van Outen & James Jordan Caroline Flack & Pasha Kovalev Georgia May Foote & Giovanni Pernice Danny Mac & Oti Mabuse Joe McFadden & Katya Jones Faye Tozer & Giovanni Pernice Ashley Roberts & Pasha Kovalev HRVY & Janette Manrara Rhys Stephenson & Nancy Xu Layton Williams & Nikita Kuzmin | 40               | Anneka Rice & Kevin Clifton                                                                  | 11               |
| Elección de pareja (temporada 16–presente) | Faye Tozer & Giovanni Pernice HRVY & Janette Manrara Maisie Smith & Gorka Márquez Tilly Ramsay & Nikita Kuzmin Rose Ayling-Ellis & Giovanni Pernice Fleur East & Vito Coppola Hamza Yassin & Jowita Przystał Helen Skelton & Gorka Márquez | 40               | Greg Wise & Karen Hauer Sara Davies & Aljaž Škorjanec                                        | 23               |
| Foxtrot                                    | Rachel Stevens & Vincent Simone Lisa Snowdon & Brendan Cole | 40               | Susannah Constantine & Anton Du Beke                                                         | 12               |
| Jive                                       | Jill Halfpenny & Darren Bennett Ore Oduba & Joanne Clifton Alexandra Burke & Gorka Márquez Ashley Roberts & Pasha Kovalev Karim Zeroual & Amy Dowden | 40               | James Cracknell & Luba Mushtuk                                                               | 13               |
| Pasodoble                                  | Chelsee Healey & Pasha Kovalev John Whaite & Johannes Radebe Layton Williams & Nikita Kuzmin | 40               | David James & Nadiya Bychkova                                                                | 10               |
| Quickstep                                  | Lisa Snowdon & Brendan Cole Ricky Whittle & Natalie Lowe Pamela Stephenson & James Jordan Harry Judd & Aliona Vilani Kelvin Fletcher & Oti Mabuse Karim Zeroual & Amy Dowden AJ Odudu & Kai Widdrington Layton Williams & Nikita Kuzmin | 40               | Diarmuid Gavin & Nicole Cutler                                                               | 12               |
| Rumba                                      | Rachel Stevens & Vincent Simone Kara Tointon & Artem Chigvintsev Chelsee Healey & Pasha Kovalev Jay McGuiness & Aliona Vilani Kelvin Fletcher & Oti Mabuse AJ Odudu & Kai Widdrington John Whaite & Johannes Radebe Molly Rainford & Carlos Gu | 39               | Fiona Phillips & Brendan Cole Carol Kirkwood & Pasha Kovalev                                 | 13               |
| Salsa (temporada 4–presente)               | Mark Ramprakash & Karen Hardy Abbey Clancy & Aljaž Škorjanec Natalie Gumede & Artem Chigvintsev Caroline Flack & Pasha Kovalev Alexandra Burke & Gorka Márquez Ashley Roberts & Pasha Kovalev JB Gill & Lauren Oakley | 40               | Ann Widdecombe & Anton Du Beke                                                               | 12               |
| Samba                                      | Danny Mac & Oti Mabuse Fleur East & Vito Coppola JB Gill & Lauren Oakley | 40               | Susannah Constantine & Anton Du Beke                                                         | 12               |
| Showdance (temporada 1, 7–presente)        | Jason Donovan & Kristina Rihanoff Denise van Outen & James Jordan Louis Smith & Flavia Cacace Natalie Gumede & Artem Chigvintsev Caroline Flack & Pasha Kovalev Kellie Bright & Kevin Clifton Ore Oduba & Joanne Clifton Danny Mac & Oti Mabuse Ashley Roberts & Pasha Kovalev Faye Tozer & Giovanni Pernice Kelvin Fletcher & Oti Mabuse Bill Bailey & Oti Mabuse Maisie Smith & Gorka Márquez Rose Ayling-Ellis & Giovanni Pernice John Whaite & Johannes Radebe Tasha Ghouri & Aljaž Škorjanec | 40               | Christopher Parker & Hanna Karttunen                                                         | 22               |
| Tango                                      | Kimberley Walsh & Pasha Kovalev Kellie Bright & Kevin Clifton Debbie McGee & Giovanni Pernice Rose Ayling-Ellis & Giovanni Pernice | 40               | James Cracknell & Luba Mushtuk                                                               | 11               |
| Tango argentino (temporada 4–presente)     | Jason Donovan & Kristina Rihanoff Harry Judd & Aliona Vilani Simon Webbe & Kristina Rihanoff Louise Redknapp & Kevin Clifton Debbie McGee & Giovanni Pernice Rose Ayling-Ellis & Giovanni Pernice Layton Williams & Nikita Kuzmin | 40               | Kate Silverton & Aljaž Skorjanec                                                             | 23               |
| Vals                                       | Matt Di Angelo & Flavia Cacace Abbey Clancy & Aljaž Škorjanec Tasha Ghouri & Aljaž Škorjanec Chris McCausland & Dianne Buswell | 40               | Fiona Phillips & Brendan Cole                                                                | 11               |
| Vals vienés (temporada 3–presente)         | Ali Bastian & Brian Fortuna Pamela Stephenson & James Jordan Faye Tozer & Giovanni Pernice JB Gill & Lauren Oakley | 40               | Susan Calman & Kevin Clifton Seann Walsh & Katya Jones Catherine Tyldesley & Johannes Radebe | 20               |

### Puntuaciones por cada pareja
En 100 ocasiones se han otorgado puntajes perfectos en las temporadas principales del programa. Ashley Roberts y Pasha Kovalev tienen el récord de la mayor cantidad de puntajes perfectos obtenidos, con un total de cinco. Kovalev también tiene el récord de la mayor cantidad de puntajes perfectos logrados por un bailarín profesional, con trece en total.
| Puntajes perfectos | Temporada                               | Puesto | Celebridad | Profesional |
| ------------------ | --------------------------------------- | --- | --- | --- |
| 5                  | 16                                      | 2.º puesto | Ashley Roberts | Pasha Kovalev |
| 4                  | 12 14 16 19 21 22                       | 1.º puesto 2.º puesto 1.º puesto 2.º puesto | Caroline Flack Danny Mac Faye Tozer Rose Ayling-Ellis Layton Williams Tasha Ghouri | Pasha Kovalev Oti Mabuse Giovanni Pernice Nikita Kuzmin Aljaž Škorjanec |
| 3                  | 6 8 10 11 15 17 18 20 22                | 3.º puesto 2.º puesto | Lisa Snowdon Pamela Stephenson Kimberley Walsh Natalie Gumede Alexandra Burke Karim Zeroual HRVY Fleur East JB Gill | Brendan Cole James Jordan Pasha Kovalev Artem Chigvintsev Gorka Márquez Amy Dowden Janette Manrara Vito Coppola Lauren Oakley |
| 2                  | 6 7 9 10 11 13 14 15 17 18 19           | 2.º puesto 3.º puesto 1.º puesto 3.º puesto 2.º puesto 1.º puesto 2.º puesto 1.º puesto 2.º puesto 1.º puesto 2.º puesto                                  | Rachel Stevens Ali Bastian Harry Judd Jason Donovan Denise van Outen Abbey Clancy Kellie Bright Ore Oduba Debbie McGee Kelvin Fletcher Maisie Smith John Whaite | Vincent Simone Brian Fortuna Aliona Vilani Kristina Rihanoff James Jordan Aljaž Škorjanec Kevin Clifton Joanne Clifton Giovanni Pernice Oti Mabuse Gorka Márquez Johannes Radebe                                                                                                   |
| 1                  | 2 4 5 7 9 10 12 13 14 15 18 19 20 21 22 | 1.º puesto 2.º puesto 1.º puesto 2.º puesto 1.º puesto 2.º puesto 1.º puesto 3.º puesto 4.º puesto 6.º puesto 1.º puesto 2.º puesto 1.º puesto 2.º puesto | Jill Halfpenny Mark Ramprakash Matt Di Angelo Chris Hollins Ricky Whittle Chelsee Healey Louis Smith Simon Webbe Georgia May Foote Louise Redknapp Joe McFadden Bill Bailey AJ Odudu Rhys Stephenson Tilly Ramsay Hamza Yassin Helen Skelton Ellie Leach Chris McCausland Sarah Hadland | Darren Bennett Karen Hardy Flavia Cacace Ola Jordan Natalie Lowe Pasha Kovalev Flavia Cacace Kristina Rihanoff Giovanni Pernice Kevin Clifton Katya Jones Oti Mabuse Kai Widdrington Nancy Xu Nikita Kuzmin Jowita Przystał Gorka Márquez Vito Coppola Dianne Buswell Vito Coppola |

| Puntajes perfectos | Profesional |
| ------------------ | --- |
| 13                 | Pasha Kovalev |
| 11                 | Giovanni Pernice |
| 7                  | Oti Mabuse |
| 6                  | Gorka Márquez Aljaž Škorjanec                                                                                          |
| 5                  | James Jordan Nikita Kuzmin Vito Coppola                                                                                |
| 3                  | Brendan Cole Artem Chigvintsev Kristina Rihanoff Kevin Clifton Amy Dowden Janette Manrara Lauren Oakley                |
| 2                  | Vincent Simone Brian Fortuna Aliona Vilani Flavia Cacace Joanne Clifton Johannes Radebe                                |
| 1                  | Darren Bennett Karen Hardy Ola Jordan Natalie Lowe Katya Jones Nancy Xu Kai Widdrington Jowita Przystał Dianne Buswell |

Tasha Ghouri y Aljaž Škorjanec tienen el récord de más dieces obtenidos, con 33 en total. Lisa Snowdon y Brendan Cole, Caroline Flack y Pasha Kovalev, Faye Tozer y Giovanni Pernice, y Ashley Roberts y Pasha Kovalev, son las únicas parejas que recibieron dieces por parte de todos los jueces en todos sus bailes de la final. De estas parejas, las conformadas por Kovalev son las únicas en lograr la mayor cantidad de puntajes perfectos consecutivos, con un total de cuatro, lo cual incluye el segundo baile de ambas en la semifinal. Pernice tiene el récord de la mayor cantidad de dieces recibidos por un profesional, con 98, mientras que Rose Ayling-Ellis tiene el récord de la mayor cantidad de dieces recibidos por un ganador de una temporada, con 30 en total. Once unos se han otorgado en total en el programa, diez de ellos por Craig Revel Horwood y uno por Arlene Phillips. Ann Widdecombe tiene el récord por la mayor cantidad de unos recibidos, con tres bailes obteniendo dicho puntaje, todos por parte de Revel Horwood.

## Controversias

### Semifinal de 2008
El 13 de diciembre de 2008, Strictly Come Dancing fue objeto de la atención de la prensa y de las quejas de los espectadores por un error en el sistema de votación durante la semifinal de la sexta temporada. En el programa quedaban tres parejas en competición. Después de que las tres hubieran bailado y los jueces hubieran dado sus puntuaciones, dos de las parejas estaban en primera posición conjunta en la tabla de clasificación, mientras que la tercera - Tom Chambers y Camilla Dallerup - estaba en último lugar. Esto significaba que, sin importar cuántos votos del público se emitieran a su favor, era matemáticamente imposible que la pareja que ocupaba el tercer puesto evitara quedar en el duelo de baile. En un principio, los productores no se percataron de este descuido hasta que la votación pública se hizo en directo y se invitó a los telespectadores a llamar para salvar a sus favoritos al precio de 15 peniques por voto. Cuando por fin se descubrió el error y se cerró la votación pública, se anunció que las tres parejas pasarían a la final, que todos los votos ya emitidos contarían para el resultado final del concurso y que los espectadores podrían solicitar el reembolso si lo deseaban.
La BBC recibió 1800 quejas sobre el incidente, mientras que el regulador de los medios de comunicación Ofcom recibió 297. Jon Beazley, director de producción de entretenimiento de la BBC, fue entrevistado en el programa Strictly Come Dancing: It Takes Two el 15 de diciembre. Pidió disculpas por el descuido, calificándolo de «situación sin precedentes». Ese mismo día, la BBC publicó un comunicado en su página web en el que aclaraba que se había consultado a un árbitro independiente para llegar a una solución que ofreciera «justicia a los espectadores que votaron y a los propios concursantes». La BBC también declaró que, tras el error, «se habían examinado a fondo los mecanismos de votación y valoración utilizados en todos los programas de votación de la BBC».
Tras llevar a cabo una investigación, Ofcom llegó a la conclusión de que «el error se había debido a un descuido, más que a cualquier deficiencia en las disposiciones técnicas para la votación o en la gestión de los votos recibidos», y que estaban «satisfechos de que la BBC hubiera tomado las medidas adecuadas y de que se hubiera minimizado la desventaja para los telespectadores». Ofcom también opinó que «la BBC había sido abierta y transparente con los telespectadores sobre el error cometido y la solución adoptada».

### Despido de Arlene Phillips
En junio de 2009, el periódico sensacionalista The Sun informó de que la entonces juez Arlene Phillips, de 66 años, que había sido jurado del programa desde su creación en 2004, iba a ser sustituida por la ganadora de la quinta temporada, Alesha Dixon, que entonces tenía 30 años. La BBC lo confirmó en julio de ese mismo año. Posteriormente, varias fuentes acusaron a la BBC de sexismo y discriminación por edad, una acusación a la que ya se había enfrentado anteriormente por el despido de varias presentadoras de edad avanzada, como Moira Stuart, Juliet Morris, Miriam O'Reilly, Michaela Strachan, Charlotte Smith y Anna Ford. La BBC negó las acusaciones de que la decisión de destituir a Phillips se debiera a su edad.
Además, la propia Dixon fue criticada tras el episodio de debut de la séptima temporada, el primero en el que aparecía como juez. La BBC recibió un total de 272 quejas -lo que eleva a más de 4.000 el número total de quejas sobre la incorporación de Dixon al programa-, así como más de 5.000 comentarios en el tablón de anuncios de Strictly Come Dancing. Dixon fue comparada desfavorablemente con Phillips, con afirmaciones de que la primera era «inadecuada», «no cualificada» y carecía de «conocimientos, experiencia y talento». Sin embargo, Dixon fue elogiada y defendida de sus críticos por la BBC,  por su compañero de jurado Craig Revel Horwood y por la propia Phillips.

### Escándalo racista en 2009
En 2009, durante la séptima temporada, el bailarín profesional Anton Du Beke se disculpó públicamente por haber utilizado un insulto racial durante una conversación con su compañera de baile Laila Rouass. Rouass aceptó sus disculpas y dijo que «en absoluto» debería ser despedido: «Anton se ha disculpado y yo lo he aceptado. Esto ocurrió hace un par de semanas y estamos pasándolo muy bien. Sólo queremos pasar página». La BBC recibió más de 600 quejas, incluidas las relativas a los comentarios que Bruce Forsyth, entonces presentador de Strictly Come Dancing, hizo sobre la polémica en un programa de radio de Talksport, en el que sugirió que Gran Bretaña «solía tener sentido del humor» ante este tipo de incidentes, y que la disculpa de Du Beke debía ser aceptada.

Tras el incidente y la respuesta de Forsyth, la BBC declaró:
El lenguaje racista ofensivo en el lugar de trabajo es totalmente inaceptable. Anton hizo bien en disculparse rápidamente y sin reservas, y Laila ha aceptado plenamente sus disculpas. Todo el mundo tiene muy claro que no puede repetirse este comportamiento.

Forsyth también aclaró su postura:
Lo que Anton le dijo a Laila estuvo mal y se ha disculpado sin reservas por ello. De ninguna manera excuso o apruebo el uso de ese lenguaje. Para que quede absolutamente claro, el uso de lenguaje ofensivo desde el punto de vista racial nunca es ni divertido ni aceptable. Sin embargo, hay una gran diferencia entre esto y los comentarios racistas malintencionados y, aunque acepto que vivimos en un mundo de extraordinaria corrección política, debemos mantener las cosas en perspectiva.

### Parejas del mismo sexo
En 2015, en una entrevista con el Daily Mirror, C. J. de Mooi, de Egghead, dijo que había sido rechazado para el programa porque había querido bailar con una pareja del mismo sexo. La BBC negó que de Mooi hubiera estado nunca en consideración para el programa, y también declaró que «Strictly es un programa familiar y hemos elegido el formato tradicional de parejas mixtas». La prensa se ha hecho eco del asunto en numerosas ocasiones en las que han aparecido en el programa celebridades homosexuales, como Will Young, Susan Calman, Robert Rinder, Richard Coles y Ranj Singh. Los jueces del programa, Shirley Ballas y Craig Revel Horwood, han expresado su apoyo a la introducción de parejas del mismo sexo.
Las parejas del mismo sexo han aparecido en varias versiones internacionales del programa, como Austria (2011), Italia (2015), Australia (2019) y Alemania (2019). El 3 de noviembre de 2019, los bailarines profesionales Johannes Radebe y Graziano Di Prima bailaron juntos al ritmo de «Shine» de Emeli Sandé en el programa de resultados del domingo, siendo el primer baile individual del mismo sexo del programa. El 2 de septiembre de 2020, se anunció que la boxeadora Nicola Adams formaría la primera pareja del mismo sexo del programa en su decimoctava temporada. Formó pareja con la bailarina profesional Katya Jones. En 2021, se anunció que John Whaite formaría la primera pareja masculina del mismo sexo con Johannes Radebe en la decimonovena temporada. La versión estadounidense del programa también tendría a su primera pareja del mismo sexo ese mismo año, conformada por JoJo Siwa y Jenna Johnson. La vigésima temporada incluyó a dos parejas del mismo sexo, con Richie Anderson y Giovanni Pernice en una pareja exclusivamente masculina y Jayde Adams y Karen Hauer en una pareja exclusivamente femenina. En la vigesimoprimera temporada, Layton Williams y Nikita Kuzmin compitieron como pareja masculina y acabaron como uno de los dos finalistas.

### Mala conducta de los bailarines profesionales
En enero de 2024, The Sun informó de que Amanda Abbington había solicitado grabaciones de su tiempo de entrenamiento con Giovanni Pernice y que estaba buscando asesoramiento legal debido a sus métodos de entrenamiento. En marzo de 2024, The Sun dijo que Abbington, Laura Whitmore y Ranvir Singh se habían reunido para discutir sus experiencias negativas con Pernice en el programa. El bufete de abogados Carter Ruck dijo a BBC News que había «numerosas quejas graves» sobre su comportamiento durante el rodaje del prorama. El 16 de mayo, The Sun reportó de que Pernice había abandonado el programa. Él negó todas las acusaciones. La BBC confirmó su despido el 10 de junio.
En julio de 2024, la investigación de la BBC sobre conducta indebida dio lugar a nuevas denuncias del personal de producción, que observó el comportamiento de Graziano Di Prima hacia su compañera de baile Zara McDermott durante la vigesimoprimera temporada. Una fuente que habló con The Sun afirmó que las imágenes que mostraban el supuesto trato de Di Prima a McDermott «hicieron llorar a los que las vieron». En un comunicado, Di Prima dijo que «lamentaba profundamente sus acciones que condujeron a su salida [del programa]». La BBC anunció que Di Prima fue despedido del espectáculo, y que en el futuro un miembro del equipo de producción estaría presente en todo momento durante los ensayos.
Un tercer bailarín profesional ha sido identificado como «persona de interés».

## Índices de audiencia
Un ejemplo de la popularidad de Strictly Come Dancing es que, después de los episodios, el consumo de electricidad en el Reino Unido aumenta considerablemente, ya que los espectadores que han esperado a que terminara el programa empiezan a hervir agua para el té, un fenómeno conocido como TV pick-up (captación televisiva). El personal de National Grid ve el programa para saber cuándo empiezan los créditos de cierre y poder prepararse para la oleada.
Todos los índices de audiencia proceden de BARB. Los promedios de la temporada no incluyen el especial de Navidad ni el programa de lanzamiento.
| Temporada | Primera emisión          | Última emisión          | Promedio de audiencia (millones) |
| --------- | ------------------------ | ----------------------- | -------------------------------- |
| 1         | 15 de mayo de 2004       | 3 de julio de 2004      | 6.45                             |
| 2         | 23 de octubre de 2004    | 11 de diciembre de 2004 | 8.61                             |
| 3         | 15 de octubre de 2005    | 17 de diciembre de 2005 | 8.37                             |
| 4         | 7 de octubre de 2006     | 23 de diciembre de 2006 | 8.55                             |
| 5         | 6 de octubre de 2007     | 22 de diciembre de 2007 | 9.05                             |
| 6         | 20 de septiembre de 2008 | 20 de diciembre de 2008 | 9.64                             |
| 7         | 18 de septiembre de 2009 | 19 de diciembre de 2009 | 9.22                             |
| 8         | 1 de octubre de 2010     | 18 de diciembre de 2010 | 11.07                            |
| 9         | 30 de septiembre de 2011 | 17 de diciembre de 2011 | 10.98                            |
| 10        | 5 de octubre de 2012     | 22 de diciembre de 2012 | 10.80                            |
| 11        | 27 de septiembre de 2013 | 21 de diciembre de 2013 | 10.71                            |
| 12        | 26 de septiembre de 2014 | 20 de diciembre de 2014 | 10.25                            |
| 13        | 25 de septiembre de 2015 | 19 de diciembre de 2015 | 10.63                            |
| 14        | 23 de septiembre de 2016 | 17 de diciembre de 2016 | 10.96                            |
| 15        | 23 de septiembre de 2017 | 16 de diciembre de 2017 | 11.14                            |
| 16        | 22 de septiembre de 2018 | 15 de diciembre de 2018 | 10.59                            |
| 17        | 21 de septiembre de 2019 | 14 de diciembre de 2019 | 10.42                            |
| 18        | 24 de octubre de 2020    | 19 de diciembre de 2020 | 10.77                            |
| 19        | 25 de septiembre de 2021 | 18 de diciembre de 2021 | 9.72                             |
| 20        | 24 de septiembre de 2022 | 17 de diciembre de 2022 | 9.09                             |
| 21        | 23 de septiembre de 2023 | 16 de diciembre de 2023 | 8.55                             |

## Premios
El programa ha ganado el prestigioso premio Rose d'Or al «mejor programa de variedades», imponiéndose a programas de telerrealidad de otros doce países. También ha ganado dos premios al «mejor programa de telerrealidad» en los TRIC Awards y dos en los TV Quick Awards al «mejor programa de talentos». También ha recibido cuatro nominaciones a los premios Premios BAFTA.
El programa ganó el premio al «programa de talentos más popular» en los National Television Awards en 2008, 2013, 2014, 2016, 2017, 2018, 2019, 2020, 2021, 2022, 2023 y 2024
En la edición de 2010 del El libro Guinness de los récords, el formato de Strictly Come Dancing fue nombrado el programa de televisión de más éxito, con el formato siendo vendido a más de 38 países de todo el mundo.
| Año  | Premio                                         | Cateoría                                         | Nominado                                                                                   | Resultado | Ref.    |
| ---- | ---------------------------------------------- | ------------------------------------------------ | ------------------------------------------------------------------------------------------ | --------- | ------- |
| 2004 | National Television Awards                     | Programa de entretenimiento más popular          | Strictly Come Dancing                                                                      | Nominado  |         |
| 2005 | British Academy Television Awards              | Mejor programa de entretenimiento                | Karen Smith, Richard Hopkins, Izzie Pick                                                   | Nominado  |         |
| 2005 | British Academy Television Craft Awards        | Mejor diseño de vestuario                        | Su Judd                                                                                    | Nominado  | [ 135 ] |
| 2005 | Royal Television Society Programme Awards      | Entretenimiento                                  | Strictly Come Dancing                                                                      | Ganador   | [ 136 ] |
| 2005 | National Television Awards                     | Programa de entretenimiento más popular          | Strictly Come Dancing                                                                      | Nominado  | [ 137 ] |
| 2005 | Premios TRIC                                   | Programa de entretenimiento                      | Strictly Come Dancing                                                                      | Ganador   | [ 138 ] |
| 2005 | Rose d'Or                                      | Variedad                                         | Strictly Come Dancing                                                                      | Ganador   |         |
| 2006 | British Academy Television Awards              | Mejor programa de entretenimiento                | Karen Smith, Richard Hopkins, Sam Donnelly                                                 | Nominado  | [ 139 ] |
| 2006 | National Television Awards                     | Programa de entretenimiento más popular          | Strictly Come Dancing                                                                      | Nominado  | [ 140 ] |
| 2006 | Premios TRIC                                   | Programa de entretenimiento                      | Strictly Come Dancing                                                                      | Nominado  | [ 141 ] |
| 2007 | British Academy Television Craft Awards        | Mejor sonido: ficción/entretenimiento            | Gary Clarke                                                                                | Nominado  | [ 142 ] |
| 2007 | Royal Television Society Craft & Design Awards | Sonido: entretenimiento y no drama               | BBC Studios Sound Team                                                                     | Nominado  | [ 143 ] |
| 2007 | National Television Awards                     | Concurso de talentos más popular                 | Strictly Come Dancing                                                                      | Nominado  | [ 144 ] |
| 2007 | Premios TRIC                                   | Programa de telerrealidad                        | Strictly Come Dancing                                                                      | Ganador   | [ 145 ] |
| 2008 | British Academy Television Awards              | Mejor programa de entretenimiento                | Martin Scott, Sam Donnelly, Clodagh O'Donoghue                                             | Nominado  | [ 146 ] |
| 2008 | British Academy Television Awards              | Premio del público                               | Strictly Come Dancing                                                                      | Nominado  | [ 146 ] |
| 2008 | Royal Television Society Programme Awards      | Entretenimiento                                  | Strictly Come Dancing                                                                      | Nominado  | [ 147 ] |
| 2008 | National Television Awards                     | Concurso de talentos más popular                 | Strictly Come Dancing                                                                      | Ganador   | [ 148 ] |
| 2008 | Premios TRIC                                   | Programa de telerrealidad                        | Strictly Come Dancing                                                                      | Ganador   | [ 149 ] |
| 2009 | Royal Television Society Programme Awards      | Entretenimiento                                  | Strictly Come Dancing                                                                      | Nominado  | [ 150 ] |
| 2009 | Premios TRIC                                   | Programa de telerrealidad                        | Strictly Come Dancing                                                                      | Ganador   | [ 151 ] |
| 2010 | National Television Awards                     | Concurso de talentos más popular                 | Strictly Come Dancing                                                                      | Nominado  | [ 152 ] |
| 2010 | Premios TRIC                                   | Programa de telerrealidad                        | Strictly Come Dancing                                                                      | Ganador   | [ 153 ] |
| 2011 | British Academy Television Craft Awards        | Mejor director: multicámara                      | Nikki Parsons                                                                              | Nominado  | [ 154 ] |
| 2011 | British Academy Television Craft Awards        | Mejor equipo de entretenimiento y artesanía      | Su Judd, Patrick Doherty, Mark Kenyon, Lisa Armstrong                                      | Nominado  | [ 154 ] |
| 2011 | Royal Television Society Craft & Design Awards | Iluminación para múltiples cámaras               | Mark Kenyon (por el «Especial de Halloween»)                                               | Nominado  | [ 155 ] |
| 2011 | Royal Television Society Craft & Design Awards | Diseño de maquillaje: entretenimiento y no drama | Lisa Armstrong (por el «Especial de Halloween»)                                            | Nominado  | [ 155 ] |
| 2011 | Royal Television Society Craft & Design Awards | Sonido: entretenimiento y no drama               | Tony Revell, Andy Tapley, Howard Hopkins (for "Halloween Special")                         | Nominado  | [ 155 ] |
| 2011 | National Television Awards                     | Concurso de talentos más popular                 | Strictly Come Dancing                                                                      | Nominado  | [ 156 ] |
| 2011 | Premios TRIC                                   | Programa de telerrealidad                        | Strictly Come Dancing                                                                      | Ganador   | [ 157 ] |
| 2012 | Royal Television Society Craft & Design Awards | Diseño de vestuario: entretenimiento y no drama  | Vicky Gill                                                                                 | Nominado  | [ 158 ] |
| 2012 | National Television Awards                     | Concurso de talentos más popular                 | Strictly Come Dancing                                                                      | Nominado  | [ 159 ] |
| 2012 | Premios TRIC                                   | Programa de telerrealidad                        | Strictly Come Dancing                                                                      | Ganador   | [ 160 ] |
| 2013 | British Academy Television Awards              | Premio de la audiencia de Radio Times            | Strictly Come Dancing                                                                      | Nominado  | [ 161 ] |
| 2013 | British Academy Television Craft Awards        | Mejor director: multicámara                      | Nikki Parsons                                                                              | Nominado  | [ 162 ] |
| 2013 | Royal Television Society Craft & Design Awards | Diseño de vestuario: entretenimiento y no drama  | Vicky Gill                                                                                 | Nominado  | [ 163 ] |
| 2013 | National Television Awards                     | Concurso de talentos más popular                 | Strictly Come Dancing                                                                      | Ganador   | [ 164 ] |
| 2013 | Premios TRIC                                   | Programa de telerrealidad                        | Strictly Come Dancing                                                                      | Ganador   | [ 165 ] |
| 2014 | British Academy Television Awards              | Mejor programa de entretenimiento                | Strictly Come Dancing                                                                      | Nominado  | [ 166 ] |
| 2014 | British Academy Television Craft Awards        | Mejor director: multicámara                      | Nikki Parsons                                                                              | Nominado  | [ 167 ] |
| 2014 | British Academy Television Craft Awards        | Premios especiales                               | Strictly Come Dancing                                                                      | Ganador   | [ 167 ] |
| 2014 | Royal Television Society Craft & Design Awards | Diseño de vestuario: entretenimiento y no drama  | Vicky Gill                                                                                 | Nominado  | [ 168 ] |
| 2014 | Royal Television Society Craft & Design Awards | Trabajo de multicámara                           | Nikki Parsons y equipo de cámara                                                           | Nominado  | [ 168 ] |
| 2014 | Royal Television Society Craft & Design Awards | Diseño de maquillaje: entretenimiento y no drama | Lisa Armstrong                                                                             | Ganador   | [ 168 ] |
| 2014 | Royal Television Society Craft & Design Awards | Diseño de producción: entretenimiento y no drama | Patrick Doherty                                                                            | Nominado  | [ 168 ] |
| 2014 | National Television Awards                     | Concurso de talentos                             | Strictly Come Dancing                                                                      | Ganador   | [ 169 ] |
| 2014 | Broadcasting Press Guild Awards                | Mejor comedia/entretenimiento                    | Strictly Come Dancing                                                                      | Ganador   | [ 170 ] |
| 2014 | Premios TRIC                                   | Programa de telerrealidad                        | Strictly Come Dancing                                                                      | Ganador   | [ 171 ] |
| 2015 | British Academy Television Awards              | Mejor programa de entretenimiento                | Louise Rainbow, Nikki Parsons, Vanessa Clark, Jason Gilkison                               | Nominado  | [ 172 ] |
| 2015 | British Academy Television Awards              | Premio de la audiencia de Radio Times            | Strictly Come Dancing                                                                      | Nominado  | [ 172 ] |
| 2015 | British Academy Television Awards              | Mejor interpretación de entretenimiento          | Claudia Winkleman                                                                          | Nominado  | [ 172 ] |
| 2015 | British Academy Television Craft Awards        | Mejor diseño de maquillaje y peluquería          | Lisa Armstrong, Neale Pirie                                                                | Nominado  | [ 173 ] |
| 2015 | British Academy Television Craft Awards        | Mejor diseño de vestuario                        | Vicky Gill                                                                                 | Nominado  | [ 173 ] |
| 2015 | British Academy Television Craft Awards        | Mejor equipo de entretenimiento y artesanía      | Lisa Armstrong, Patrick Doherty, Vicky Gill, Tony Revell                                   | Nominado  | [ 173 ] |
| 2015 | Royal Television Society Programme Awards      | Interpretación de entretenimiento                | Claudia Winkleman                                                                          | Ganador   | [ 174 ] |
| 2015 | Royal Television Society Craft & Design Awards | Diseño de vestuario: entretenimiento y no drama  | Vicky Gill                                                                                 | Ganador   | [ 175 ] |
| 2015 | Royal Television Society Craft & Design Awards | Diseño de maquillaje: entretenimiento y no drama | Lisa Armstrong, Neale Pirie                                                                | Nominado  | [ 175 ] |
| 2015 | National Television Awards                     | Concurso de talentos                             | Strictly Come Dancing                                                                      | Nominado  | [ 176 ] |
| 2015 | Premios TRIC                                   | Programa de telerrealidad                        | Strictly Come Dancing                                                                      | Ganador   | [ 177 ] |
| 2016 | British Academy Television Awards              | Mejor programa de entretenimiento                | Louise Rainbow, Vinnie Shergill, Sarah James, Nikki Parsons                                | Ganador   | [ 178 ] |
| 2016 | British Academy Television Craft Awards        | Mejor equipo de entretenimiento y artesanía      | Jason Gilkison, Mark Kenyon, Tony Revell, Dave Newton                                      | Nominado  | [ 179 ] |
| 2016 | Royal Television Society Craft & Design Awards | Trabajo de multicámara                           | Equipo de cámara y Nikki Parsons                                                           | Nominado  | [ 180 ] |
| 2016 | Royal Television Society Craft & Design Awards | Diseño de producción: entretenimiento y no drama | Patrick Doherty                                                                            | Nominado  | [ 180 ] |
| 2016 | Royal Television Society Craft & Design Awards | Sonido: entretenimiento y no drama               | Tony Revell                                                                                | Nominado  | [ 180 ] |
| 2016 | National Television Awards                     | Concurso de talentos                             | Strictly Come Dancing                                                                      | Ganador   | [ 181 ] |
| 2016 | Premios TRIC                                   | Programa de telerrealidad                        | Strictly Come Dancing                                                                      | Ganador   | [ 182 ] |
| 2017 | British Academy Television Awards              | Mejor programa de entretenimiento                | Strictly Come Dancing                                                                      | Ganador   | [ 183 ] |
| 2017 | British Academy Television Awards              | Mejor interpretación de entretenimiento          | Claudia Winkleman                                                                          | Nominado  | [ 183 ] |
| 2017 | British Academy Television Awards              | Momento imprescindible de Virgin TV              | «Gangnam Style de Ed Balls»                                                                | Nominado  | [ 183 ] |
| 2017 | British Academy Television Craft Awards        | Mejor director: multicámara                      | Nikki Parsons                                                                              | Nominado  | [ 184 ] |
| 2017 | British Academy Television Craft Awards        | Mejor equipo de entretenimiento y artesanía      | David Newton, Mark Kenyon, Jason Gilkison, Vicky Gill                                      | Nominado  | [ 184 ] |
| 2017 | Royal Television Society Programme Awards      | Entretenimiento                                  | Strictly Come Dancing                                                                      | Nominado  | [ 185 ] |
| 2017 | Royal Television Society Craft & Design Awards | Diseño de vestuario: entretenimiento y no drama  | Vicky Gill y equipo de vestuario                                                           | Nominado  | [ 186 ] |
| 2017 | Royal Television Society Craft & Design Awards | Trabajo de multicámara                           | Equipo de cámara y Nikki Parsons                                                           | Nominado  | [ 186 ] |
| 2017 | National Television Awards                     | Juez de televisión                               | Len Goodman                                                                                | Nominado  |         |
| 2017 | National Television Awards                     | Concurso de talentos                             | Strictly Come Dancing                                                                      | Ganador   | [ 181 ] |
| 2017 | Broadcasting Press Guild Awards                | Mejor entretenimiento                            | Strictly Come Dancing                                                                      | Nominado  |         |
| 2017 | Premios TRIC                                   | Programa de telerrealidad                        | Strictly Come Dancing                                                                      | Ganador   | [ 187 ] |
| 2018 | British Academy Television Craft Awards        | Mejor director: multicámara                      | Nikki Parsons                                                                              | Nominado  | [ 188 ] |
| 2018 | British Academy Television Craft Awards        | Mejor equipo de entretenimiento y artesanía      | Jason Gilkison, Mark Kenyon, Patrick Doherty, David Newton                                 | Nominado  | [ 188 ] |
| 2018 | Royal Television Society Programme Awards      | Interpretación de entretenimiento                | Claudia Winkleman                                                                          | Nominado  | [ 189 ] |
| 2018 | Royal Television Society Craft & Design Awards | Director: Multicámara                            | Nikki Parsons                                                                              | Ganador   | [ 190 ] |
| 2018 | National Television Awards                     | Concurso de talentos                             | Strictly Come Dancing                                                                      | Ganador   | [ 191 ] |
| 2018 | Broadcasting Press Guild Awards                | Mejor entretenimiento                            | Strictly Come Dancing                                                                      | Nominado  |         |
| 2018 | Premios TRIC                                   | Programa de telerrealidad                        | Strictly Come Dancing                                                                      | Nominado  | [ 192 ] |
| 2019 | British Academy Television Awards              | Mejor programa de entretenimiento                | Louise Rainbow, Sarah James, Robin Lee-Perrella, Jason Gilkison                            | Nominado  | [ 193 ] |
| 2019 | British Academy Television Craft Awards        | Mejor equipo de entretenimiento y artesanía      | Lisa Armstrong, Jason Gilkinson, Mark Kenyon                                               | Nominado  | [ 193 ] |
| 2019 | Royal Television Society Craft & Design Awards | Diseño de vestuario: entretenimiento y no drama  | Vicky Gill                                                                                 | Nominado  | [ 194 ] |
| 2019 | Royal Television Society Craft & Design Awards | Diseño de maquillaje: entretenimiento y no drama | Lisa Armstrong                                                                             | Ganador   | [ 194 ] |
| 2019 | National Television Awards                     | Concurso de talentos                             | Strictly Come Dancing                                                                      | Ganador   | [ 181 ] |
| 2019 | Broadcasting Press Guild Awards                | Mejor entretenimiento                            | Strictly Come Dancing                                                                      | Nominado  |         |
| 2019 | Premios TRIC                                   | Programa de telerrealidad                        | Strictly Come Dancing                                                                      | Ganador   | [ 195 ] |
| 2020 | British Academy Television Awards              | Mejor programa de entretenimiento                | Strictly Come Dancing                                                                      | Ganador   | [ 196 ] |
| 2020 | British Academy Television Craft Awards        | Mejor equipo de entretenimiento y artesanía      | David Bishop, Patrick Doherty, Vicky Gill and Andy Tapley                                  | Ganador   | [ 197 ] |
| 2020 | Royal Television Society Craft & Design Awards | Diseño de producción: entretenimiento y no drama | Catherine Land, Patrick Doherty                                                            | Nominado  | [ 198 ] |
| 2020 | National Television Awards                     | Concurso de talentos                             | Strictly Come Dancing                                                                      | Ganador   | [ 181 ] |
| 2020 | Premios TRIC                                   | Programa de telerrealidad                        | Strictly Come Dancing                                                                      | Ganador   | [ 199 ] |
| 2021 | British Academy Television Awards              | Mejor programa de entretenimiento                | Strictly Come Dancing                                                                      | Nominado  | [ 200 ] |
| 2021 | British Academy Television Awards              | Mejor interpretación de entretenimiento          | Claudia Winkleman                                                                          | Nominado  | [ 200 ] |
| 2021 | British Academy Television Craft Awards        | Mejor director: multicámara                      | Nikki Parsons                                                                              | Nominado  | [ 200 ] |
| 2021 | British Academy Television Craft Awards        | Mejor equipo de entretenimiento y artesanía      | David Bishop, Darren Lovell, David Newton, Richard Sillitto, Andy Tapley, Catherine Land   | Nominado  | [ 200 ] |
| 2021 | National Television Awards                     | Concurso de talentos                             | Strictly Come Dancing                                                                      | Ganador   | [ 181 ] |
| 2021 | Premios TRIC                                   | Programa de telerrealidad                        | Strictly Come Dancing                                                                      | Nominado  | [ 201 ] |
| 2021 | Rose d'Or                                      | Entretenimiento de estudio                       | Strictly Come Dancing                                                                      | Ganador   | [ 202 ] |
| 2022 | British Academy Television Awards              | Mejor programa de entretenimiento                | Strictly Come Dancing                                                                      | Nominado  | [ 203 ] |
| 2022 | British Academy Television Awards              | Momento imprescindible de Virgin TV              | «Rose y Giovanni bailan en silencio al ritmo de "Symphony"»                                | Ganador   | [ 203 ] |
| 2022 | British Academy Television Craft Awards        | Mejor director: multicámara                      | Nikki Parsons                                                                              | Nominado  | [ 204 ] |
| 2022 | British Academy Television Craft Awards        | Mejor equipo de entretenimiento y artesanía      | David Bishop, Patrick Doherty, Catherine Land, David Newton, Richard Sillitto y Tom Young  | Nominado  | [ 204 ] |
| 2022 | Royal Television Society Programme Awards      | Premio de los jueces                             | Strictly Come Dancing                                                                      | Ganador   | [ 205 ] |
| 2022 | Royal Television Society Craft & Design Awards | Diseño de maquillaje: entretenimiento y no drama | Lisa Armstrong, Lisa Davey                                                                 | Ganador   | [ 206 ] |
| 2022 | National Television Awards                     | Concurso de talentos                             | Strictly Come Dancing                                                                      | Ganador   | [ 181 ] |
| 2022 | National Television Awards                     | Juez de concurso de talentos                     | Anton Du Beke                                                                              | Ganador   | [ 181 ] |
| 2022 | Premios TRIC                                   | Programa de telerrealidad                        | Strictly Come Dancing                                                                      | Ganador   | [ 207 ] |
| 2023 | British Academy Television Awards              | Mejor programa de entretenimiento                | Strictly Come Dancing                                                                      | Nominado  | [ 208 ] |
| 2023 | British Academy Television Craft Awards        | Mejor director: multicámara                      | Nikki Parsons                                                                              | Nominado  | [ 208 ] |
| 2023 | British Academy Television Craft Awards        | Mejor equipo de entretenimiento y artesanía      | Catherine Land, David Bishop, Patrick Doherty, Richard Silitto, David Newton, Joe Phillips | Ganador   | [ 208 ] |
| 2023 | National Television Awards                     | Concurso de talentos                             | Strictly Come Dancing                                                                      | Ganador   | [ 209 ] |
| 2023 | Premios TRIC                                   | Programa de entretenimiento                      | Strictly Come Dancing                                                                      | Nominado  | [ 210 ] |
| 2024 | British Academy Television Awards              | Mejor programa de entretenimiento                | Strictly Come Dancing                                                                      | Ganador   | [ 211 ] |
| 2024 | National Television Awards                     | Concurso de talentos                             | Strictly Come Dancing                                                                      | Ganador   | [ 212 ] |
| 2024 | National Television Awards                     | Experto                                          | Anton Du Beke                                                                              | Nominado  | [ 212 ] |
| 2024 | Premios TRIC                                   | Programa de entretenimiento                      | Strictly Come Dancing                                                                      | Ganador   | [ 213 ] |

## Strictly Come Dancing: The Game
En 2016, BBC Worldwide encargó un juego de combina 3 para móviles publicado por Donut Publishing y desarrollado por Exient Entertainment. El juego utiliza una mezcla de animación manual y datos de captura de movimiento para todos los bailes del juego, utilizando bailarines profesionales del programa (Chloe Hewitt y Neil Jones). El proceso de captura de movimiento se presentó enIt Takes Two antes del lanzamiento de la aplicación. El juego incluye más de 150 vestidos y 9 bailes: quickstep, jive, tango, salsa, charlestón, vals vienés, rumba, chachachá y pasodoble. Se lanzó en la App Store y Google Play a principios de 2016 y se actualiza regularmente con nuevas funciones de baile junto con las nuevas temporadas del programa.

## Otras lecturas
- Smith, Rupert (2005) Strictly Come Dancing; dance consultant: Len Goodman. London: BBC Books ISBN 0-563-52293-3